# طعام السجن

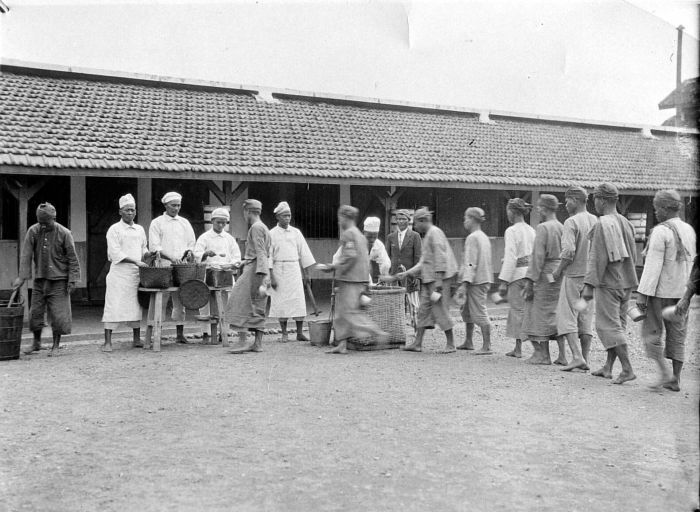
سجناء يصطفون للحصول على الطعام في سجن مالانج ، جاوة الشرقية ، في وقت ما بين عامي 1921 و 1932

طعام السجن هو المصطلح للوجبات المقدمة للسجناء أثناء وجودهم في السجون. بينما تقوم بعض السجون بإعداد طعامها ، يستخدم الكثير منها موظفين من شركات تقديم الطعام في الموقع. تدعم بعض السجون المتطلبات الغذائية لديانات معينة ، وكذلك النظام الغذائي النباتي. [مطلوب مصدر أفضل] سيحصل السجناء عادةً على سلسلة من الوجبات القياسية يوميًا من السجن ، ولكن في العديد من السجون يمكنهم استكمال وجباتهم الغذائية عن طريق شراء أطعمة إضافية ، بما في ذلك الوجبات الخفيفة والحلويات ، في مفوض السجن بالمال المكتسب من العمل في السجن أو إرساله من قبل العائلة والأصدقاء.

## حول العالم

### أمريكا الشمالية

#### الولايات المتحدة الأمريكية

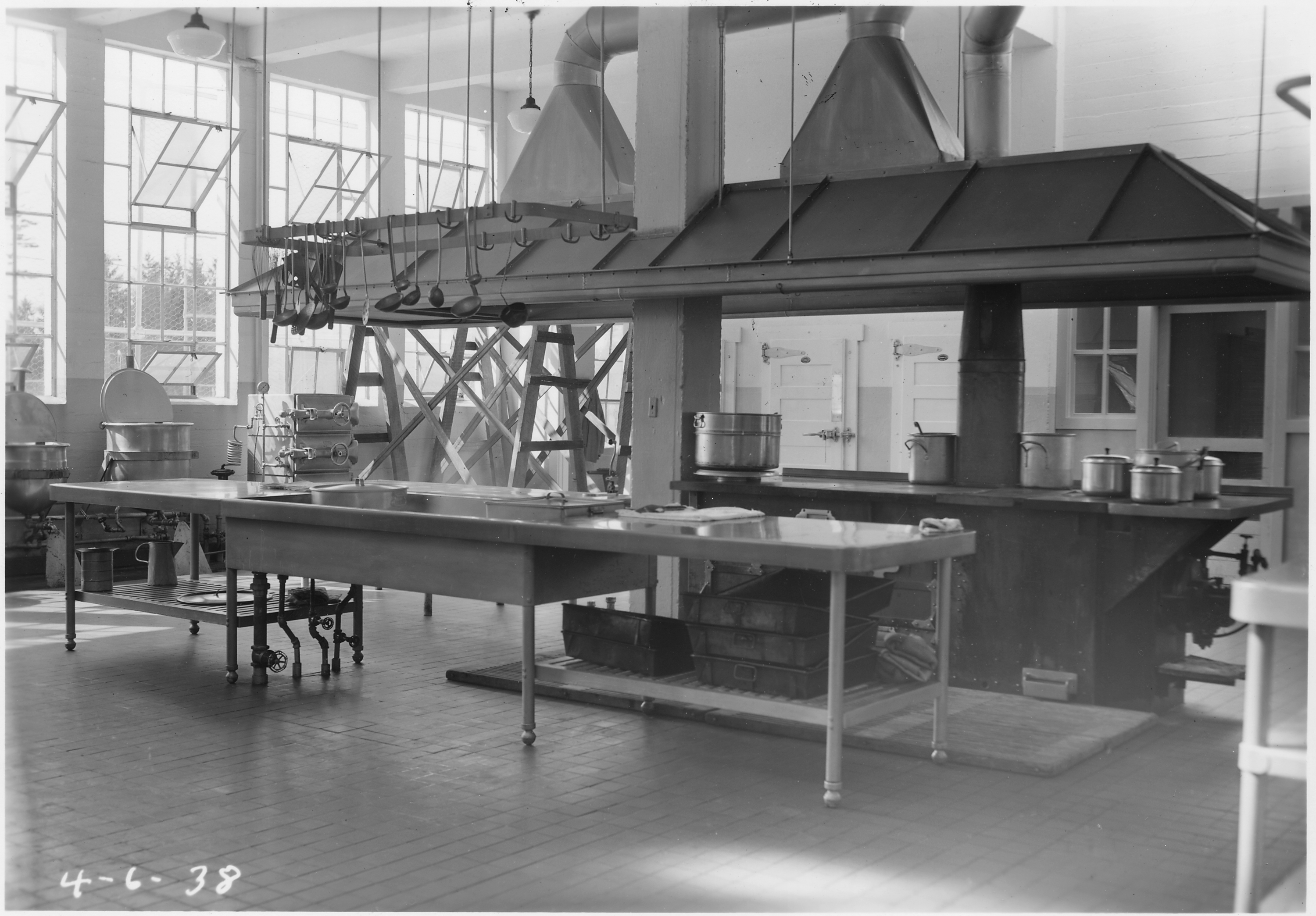
مطبخ السجناء في مزرعة مركز تصحيحات جزيرة ماكنيل الفيدرالية في بوجيت ساوند ، 6 أبريل 1938.

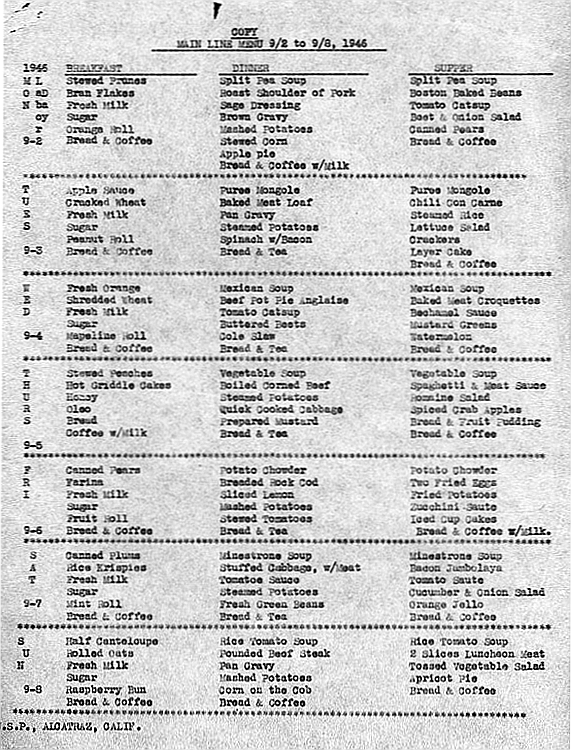
1946 قائمة إصلاحية الكاتراز الفيدرالية

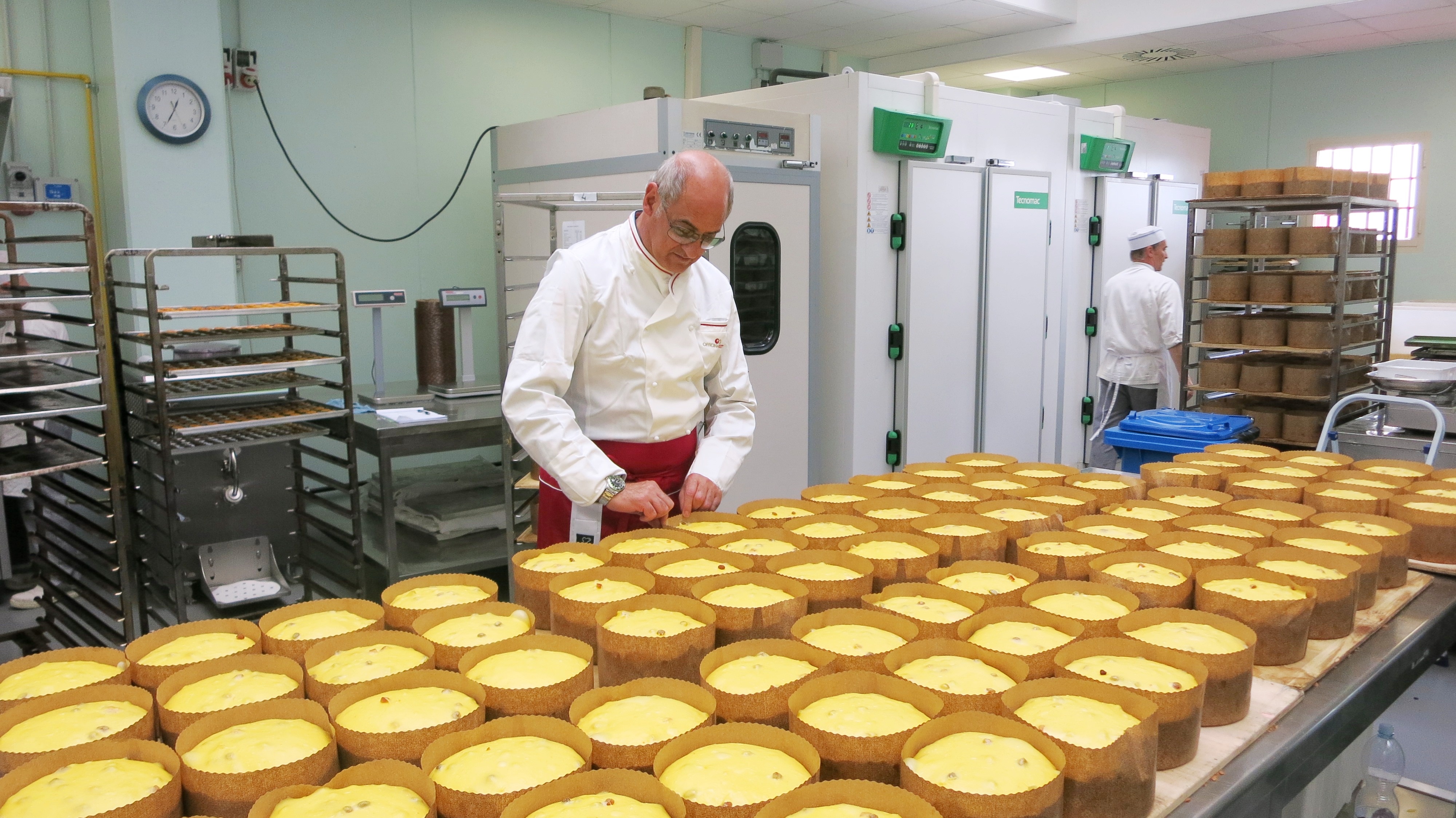
يتم تحضير Panettone في مطبخ السجن في بادوفا ، إيطاليا ، 2014.

تم تصميم القوائم النموذجية بحيث تكون منخفضة السكر وقليلة الملح وتحتوي على كمية معتدلة من السعرات الحرارية . يتم أخذ الاهتمامات الغذائية والدينية والأخلاقية في الاعتبار إلى حد معين. قضايا المحكمة العليا في عام 1987 ، Turner v. Safley and O'Lone v. تركة شباز ، خلقت اختبارًا يوازن بين الحقوق الدستورية للسجناء في ممارسة دينهم بحرية ضد حقوق السجون في معاقبة النزلاء والحفاظ على النظام في السجن. يتم الآن الحكم على ما إذا كان السجن قد انتهك الحقوق الغذائية الدينية لنزيل ما من خلال قضيتي تيرنر وأولون . بينما لا يزال هذا الاختبار قيد الاستخدام ، فإن العديد من النقاط الدستورية الأخرى تدخل حيز التنفيذ ، ولا تزال قضية محل نقاش على نطاق واسع.
يتم تحضير معظم الأطعمة في السجون في الولايات المتحدة بطريقة التبريد السريع ، والتي تسمح بإعداد عدد كبير من الوجبات ثم إعادة تسخينها في أوقات الوجبات. في الولايات المتحدة ، ابتكر نظام نيو جيرسي الإصلاحي هذه التقنية في يناير 1982.
يمكن للنزلاء أيضًا شراء الطعام في مجمع السجن ، مثل ألواح الشوكولاتة ، ولحم البقر المقدد ، والعسل ، وزبدة الفول السوداني ، والخبز ، ونودلز الرامين ، والقهوة ، وكعكات الوجبات الخفيفة.
غالبًا ما يكون المقاولون المدنيون الخاصون مسؤولين عن جميع جوانب إعداد الطعام ، بما في ذلك التدريب والالتزام بالوصفات وسلامة الأغذية ومنع السرقة والتحكم في الأجزاء.
يجوز إصدار حصص كوشير للسجناء اليهود. [مطلوب مصدر أفضل]
اعتبارًا من 2 أكتوبر 2016 ، تقدم السجون الفيدرالية لنزلائها خيار وجبة نباتية لتناول الإفطار والغداء والعشاء.
على الرغم من وجود قدر معين من التنظيم الذاتي ، إلا أن معظم الرقابة تحدث نتيجة لدعاوى نزيل. تم تقديم شكاوى ضد الطعام في السجن على أساس انتهاك التعديلات الدستورية . على وجه الخصوص ، قد تنتهك ادعاءات عدم كفاية الطعام التعديل الثامن الذي يحظر العقوبة القاسية وغير العادية ، كما أن رفض متطلبات غذائية معينة لأسباب دينية ينتهك التعديل الأول . لم يكن الأمر كذلك حتى عام 1976 ، خلال قضية Estelle v. غامبل ، أن المحاكم بدأت في استخدام التعديل الثامن للقضايا التي تنطوي على عقوبة قاسية وغير عادية ضد النزلاء ؛ ومع ذلك ، يجب أن تشمل القضايا 1. ) "ما إذا كانت الإصابة خطيرة بشكل موضوعي بما فيه الكفاية" و 2. ) "ما إذا كان مسؤول السجن غير مبال عمداً باحتياجات النزيل". يمكن تفسير ذلك من قبل المحاكم المختلفة بطرق مختلفة. على سبيل المثال ، قد ترى إحدى المحاكم حرمان نزيل غير مطيع من الطعام على أنه "خطير بما فيه الكفاية" ، وبالتالي يتعارض مع التعديل الثامن ، بينما قد تعتبره محكمة أخرى تدبيرًا مناسبًا للعقاب ، وبالتالي يتماشى مع التعديل الثامن.
تفضل سجون الولايات في كثير من الأحيان إجراء عمليات التفتيش الخاصة بها ؛ ومع ذلك ، قد يختارون الاعتماد من منظمة غير ربحية مثل الجمعية الإصلاحية الأمريكية . وتشارك حوالي 80٪ من إدارات الإصلاح في الدولة مع منظمات الرقابة هذه.

##### مثال على الوجبات
مثال على وجبة من سجن الدولة هو كما يلي:
- 2-3 أونصات من اللحوم أو المنتجات الثانوية
- نصف كوب من الخضار
- ثلاثة أرباع فنجان نشاء
- ثلاثة أرباع كوب سلطة مع الصلصة

هناك قلق بشأن تغيير ممارسات تحضير الطعام. كانت هناك العديد من الأمثلة الموثقة للأمراض الجماعية داخل السجون من الطعام المقدم. كان هناك إضراب عن الطعام من قبل السجناء احتجاجًا على تقديمهم طعامًا يصيبهم بالمرض بعد تناول الطعام. قام المبلغون عن المخالفات والمراسلون بتوثيق روث الفأر وانتهاكات مختلفة للمعايير في مطابخ السجن. لم يعد مسموحًا للعائلة إحضار الطعام أو مشاركته مع أحبائهم خلف القضبان ؛ بدلاً من ذلك ، يمكن للعائلات تحويل الأموال مقابل رسوم للسماح للنزلاء بشراء الأطعمة المعلبة مثل عبوات المعكرونة الجاهزة والحلوى من متجر السجن.  وبالتالي لا توجد طريقة عادة للسجناء للحصول على الطعام الطازج. تعرض أرامارك ، الذي قدم الوجبات للعديد من السجون في الولايات المتحدة منذ عام 2004 ، لانتقادات حادة لخفض المعايير وعدم توفير كميات كافية من الطعام الصالح للأكل.
في السجون الفيدرالية ، تتكون وجبات الإفطار عادة من حبوب دنماركية ، ساخنة أو باردة ، وحليب . تشمل الوجبتان الأخريان في اليوم أطعمة مثل الدجاج والهامبرغر والنقانق واللازانيا والبوريتو والتاكو وفطائر السمك . يحصل النزلاء فقط على الحليب في الصباح ، ويمكنهم الحصول على الماء ومشروب منكه للوجبتين الأخريين.
من المعروف أن السجناء ينشئون "وجبات طعام" خاصة بالسجناء ، أو وجبات معدة بشكل خاص مع أشياء تم شراؤها من مفوض السجن ، أو يتم الحصول عليها من وجبات الطعام التي تفرضها الحكومة للسجناء ، أو التي يتم الحصول عليها من مطبخ السجن. يمكن أن تصبح الأطعمة القابلة للدهن في كثير من الأحيان تجمعات جماعية للسجناء ، مع توقع عام بأن يساهم كل سجين في جانب واحد من الوجبة. انتشار السجون هو إلى حد كبير استجابة لعدم كفاية نوعية الطعام وكميته و / أو تنوعه داخل الوجبات التي يقدمها السجن نفسه.

### أوروبا

#### المملكة المتحدة
في السجون في أواخر ثلاثينيات القرن التاسع عشر ، تم إصدار ملعقة وطبق مكون من 2 لتر من الزنك للمرق ووعاء 3 خياشيم من الزنك للحليب. خلال فصل الشتاء ، عندما كان الحليب شحيحًا ، كان يتم تزويد السجناء أحيانًا بالماء الأسود .
تحكم قواعد صارمة كمية الطعام المعطى للسجناء. على سبيل المثال ، تحصل المرأة التي لم تكن في حالة جيدة للعمل على حوالي نصف لتر من المرق وستة أونصات من الخبز. السجين الذكر الذي كان في حالة جيدة للعمل سيحصل على مكيالين من المرق واثني عشر أوقية من الخبز.
الإفطار ، الذي يتم تقديمه في الساعة 7:30 صباحًا ، يتكون من 5 أونصات من عصيدة الشوفان مع 3/4 نصف لتر من الحليب. غداء ، يقدم في الساعة 12:00 ظهرا ، يتكون من حساء وخبز. كان من الضروري أن يحتوي كل نصف لتر من الحساء على أونصة واحدة من رأس الثور أو عظام النخاع ، و 1 1/2 أوقية من الشعير ، و 1/2 أوقية من البازلاء الخضراء ، و 1 1/2 أوقية من الكراث ، والعديد من الخضروات الأخرى. تم تقديم العشاء في الساعة 6:00 مساءً ، ويتألف من 5 أونصات من عصيدة الشوفان ونصف لتر من الحليب.
حتى عام 2004 (في معظم السجون) ، كان السجناء يعدون وجبات الطعام تحت إشراف موظفي السجن.  أدى التحرك نحو خصخصة إعداد الوجبات وتقنينها إلى تغييرات عديدة من الممارسات التاريخية. في بعض السجون على سبيل المثال إتش إم بي نورويتش ، وجبات السجن ما زالت تعد من قبل السجناء. 

##### الطعام الحالي
يبلغ متوسط البدل اليومي لكل سجين 1.87 جنيه إسترليني ويمكن أن يصل إلى 1.20 جنيه إسترليني. في بعض الحالات ، لا سيما في مؤسسات الأحداث ، يمكن أن تصل المخصصات إلى 3.45 جنيه إسترليني في اليوم.
إجمالي نفقات التموين من قبل HM Prison Service في 2004-2005 كان 94 مليون جنيه إسترليني ، منها 43 مليون جنيه إسترليني تم إنفاقها على الطعام ، و 32 مليون جنيه إسترليني تم إنفاقها على طاقم تقديم الطعام. يعمل بعض السجناء في المطابخ ، ويشرف عليهم طاقم تموين ، وهذه وظيفة شائعة في السجن لأنها تشمل العمل في عطلات نهاية الأسبوع وبالتالي تجتذب أجورًا أعلى ، فضلاً عن توفير فرصة لاكتساب بعض المهارات في الطهي. 
لا تُصنع الوجبات عمومًا من المنتجات الموسمية ، ولكن بدلاً من ذلك ، استخدم الأطعمة الجاهزة مثل السلع المعلبة والخضروات المجمدة والهامبرغر والفطائر.

##### أمثلة على الوجبات
أمثلة على القوائم في سجن لندن هي كما يلي:
غداء:
- خبز المعكرونة النباتية
- فطيرة دجاج و مشروم
- شريحة لحم بقري جامايكي
- لفائف لحم البقر والمخلل
- جاكيت بطاطا وكول سلو

عشاء:
- سوبريم الخضار
- سوبريم دجاج
- كاري الدجاج
- جامون مشوي
- سلطة فطيرة لحم الخنزير

### أفريقيا

#### مصر
الوجبات العادية التي تقدم للسجناء أساسية. بالنسبة للغداء ، يُقدم السجناء عادةً أطباق مثل القطع الباردة من اللحم المسلوق والبيض أو عظام الدجاج النحيفة والأرز الأبيض وحساء الخضار ، ويتكون العشاء من أطعمة مثل الفول المدمس (طبق مصري تقليدي من الفول والزيت النباتي ، والكمون) مع الخبز البائت المصنوع من الدقيق المختلط. يوجد في كل سجن مقصف حيث يمكن للسجناء شراء طعام إضافي مثل اللحوم والخضروات والفواكه لتكملة نظامهم الغذائي. كما يحصل العديد من السجناء على الطعام الذي تجلبه لهم عائلاتهم.

#### رواندا
يحصل السجناء على وجبتين أساسيتين في اليوم ، ووجبة إفطار من الذرة أو عصيدة الذرة ، ووجبة غداء أو عشاء من عصيدة الذرة تسمى Ugali والفاصوليا. يتوفر طعام إضافي للشراء في مقصف السجن أو يمكن للزوار إحضاره.

### آسيا

#### المملكة العربية السعودية
يُقدم للسجناء في المملكة العربية السعودية أطعمة مثل الخبز والشطائر على الإفطار والدجاج ولحم الضأن والأسماك على الغداء ، والأرز والخضروات على العشاء. كما يحصل السجناء على حصص غذائية مثل السلطات والحليب والعصير.

#### كوريا الجنوبية
يعد كونج باب ، وهو طبق يتكون من الأرز الأبيض أو البني المطبوخ مع الحبوب والبازلاء والفول ، عنصرًا أساسيًا شائعًا في السجون الكورية. كما يتم تقديم أطباق للسجناء مثل الخبز بصلصة الطماطم والجبن والحساء والسلطة وحليب الصويا في وجبة الإفطار ونخاع العظام وحساء الخضار والكيمتشي وبروس الفاصوليا في الغداء. الأطعمة الأخرى مثل الفواكه واللحوم متاحة للشراء في مفوضيات السجن.

#### فيتنام
يحق لكل سجين الحصول على 17 كيلوغرام أرز و 15 كيلوغراماً خضار و 0.7 كيلوغرام لحم و 0.8 كيلوغرام سمك و 0.5 كيلوغرام سكر و 1 كيلوغرام ملح شهرياً.

## قائمة أطعمة السجن
- الوجبة الأخيرة - في الولايات المتحدة ، عندما يكون السجناء في انتظار تنفيذ حكم الإعدام ، يحق لهم الحصول على وجبة أخيرة من اختيارهم ، والتي يتم تقديمها لهم قبل ساعتين من إعدامهم. تشير الدراسات إلى أن السجناء المحكوم عليهم بالإعدام يختارون في معظم الأوقات الأطعمة التي تحتوي على نسبة عالية من السعرات الحرارية والدهون مثل البطاطس المقلية والهامبرغر. في بعض الولايات الأمريكية ، على سبيل المثال ، تكساس ، اقتصرت الوجبات الأخيرة على 20 دولارًا.  ومع ذلك ، في ولايات أخرى مثل فلوريدا وإنديانا ، تقتصر الوجبات الأخيرة على 40 دولارًا. تسمح كاليفورنيا بإنفاق ما يصل إلى 50 دولارًا على الوجبة الأخيرة. تتطلب معظم الولايات أن تكون الوجبة الأخيرة متوفرة محليًا. إذا تجاوزت الوجبة حدود السعر هذه فسيقومون إما بتقليل الأجزاء أو جعل النزيل يختار شيئًا آخر. على سبيل المثال ، تم منح نزيل تكساس الذي طلب تقديم 24 سندويشات التاكو 4 فقط. كما تبين أن طلبات الوجبة الأخيرة تعكس جنسية النزيل.[22]
- Nutraloaf - يتم إعطاء Nutraloaf للسجناء الذين يسيئون التصرف.[23][24][25] عادة ما يكون نوترالوف مزيجًا من وجبات الأيام السابقة. يمكن وصف Nutraloaf بأنه لطيف جدًا وشبيه بالورق المقوى. ومع ذلك ، فهو يحتوي على جميع الفيتامينات والعناصر الغذائية اللازمة للبقاء على قيد الحياة. الأخلاق وراء nutraloaf هي قضية مثيرة للجدل على نطاق واسع. يجادل الكثيرون بأن تقديم nutraloaf للسجناء أمر غير أخلاقي ويتعارض مع حقوق معينة. ومع ذلك ، يجادل موظفو السجن بأن nutraloaf يقلل العنف بشكل كبير.[26]
- لحم غامض - على غرار نقانق بولونيا
- العصيدة - عنصر أساسي سابق في سجون المملكة المتحدة
- Ričet - يخنة الشعير والفاصوليا والخضروات ولحم الخنزير الأوروبية التي ترتبط أحيانًا بالسجون
- عصيدة

## أنظر أيضا
- Hardtack ، الحصة العسكرية للخبز الصلب

## روابط خارجية
- Eating Behind Bars - Ending the Hidden Punishment of Food in Prison. Report by Impact/Justice on the quality and consequences of food in the U.S. prison system.